# Villers-sur-Lesse
Villers-sur-Lesse is een dorp in de Belgische provincie Namen en een deelgemeente van de stad Rochefort. In de deelgemeente liggen ook de plaatsen Jamblinne, Vignée en Génimont. Door Villers-sur-Lesse stroomt de Lesse, waar hier de riviertjes Vachau en Wimbe in uitmonden. De inwoners van Villers staan bekend onder de bijnaam 'cwarnayes' (kraaien). In 1811 werd de zelfstandige gemeente Jamblinne opgeheven en bij Villers-sur-Lesse aangehecht dat zelf tot 1 januari 1977 een zelfstandige gemeente blijft.

## Demografische ontwikkeling
- Bronnen:NIS, Opm:1831 tot en met 1970=volkstellingen, 1976= inwoneraantal op 31 december

## Kasteel
Het kasteel, een aantal hoeves en meer dan de helft van de gronden in Villers-sur-Lesse maken deel uit van de Koninklijke Schenking.
Gebouwd op de zijkant van een helling staat het oude kasteel van Villers-sur-Lesse, dat in de streek gekend staat als het ‘gele kasteel’ (château jaune) rechtover dat van Ciergnon. Het kasteel dateert uit de Middeleeuwen en sommige geschriften vermelden het vanaf 1316. In de loop der eeuwen wordt het gebouw een vesting en daarna een majestueus kasteel.
In 1892 verwierf koning Leopold II van België het kasteel om zijn koninklijk domein in de Ardennen uit te breiden. In zijn brief van 9 april 1900 schonk hij al zijn wereldse goederen aan de Belgische staat. Zo werden het kasteel, het dorp Villers-sur-Lesse en andere gebouwen deel van de Koninklijke Schenking. De Koninklijke Schenking moet zijn goederen autonoom beheren met respect voor de door de koning opgelegde voorwaarden. 
Vlak bij het gele kasteel staat een koninklijke boerderij uit de 18de eeuw met vakwerkmuren. De lemen muren zijn ooit vervangen door muren in baksteen. Het jaartal staat vermeld op de puntgevel en een gedenksteen uit de 16de eeuw stelt twee Bijbelse personages voor: Mozes en Aaron met de tafelen der wet
De kerk, in moderne architecturale stijl, werd op 18 mei 1964 ingewijd onder pastoraat van E.H. Rongvaux en aan Sint-Lambertus gewijd. De vorige kerk, in neogotische stijl, was in 1961 door een hevige brand verwoest. De grot naast de kerk is aan Onze-Lieve-Vrouw van Lourdes gewijd.

## Bezienswaardigheden
- de Église Saint-Lambert
- het Château jaune (gele kasteel): deel van de Koninklijke Schenking, samen met zijn 18e-eeuwse hoeve

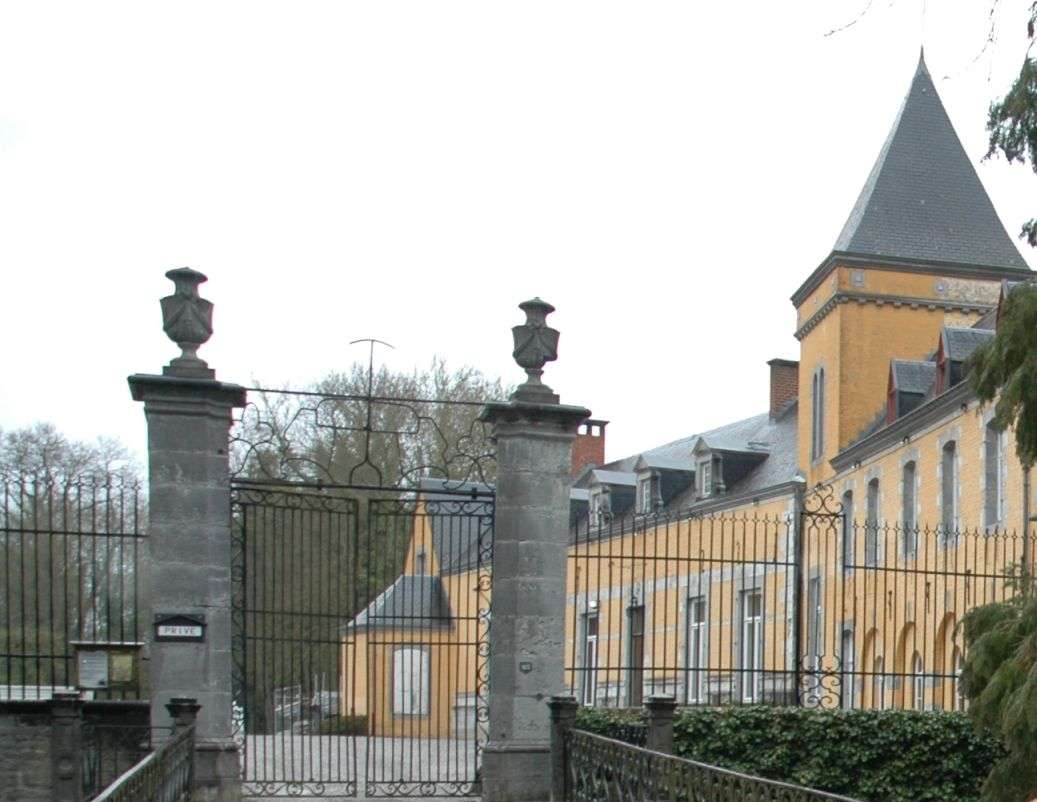
Château jaune in Villers-sur-Lesse

Deelgemeenten: Ave-et-Auffe · Buissonville · Éprave · Han-sur-Lesse · Jemelle · Lavaux-Sainte-Anne · Lessive · Mont-Gauthier · Rochefort · Villers-sur-Lesse · Wavreille

Overige dorpen en gehuchten: Auffe · Ave · Belvaux · Briquemont · Forzée · Frandeux · Génimont · Hamerenne · Havrenne · Jamblinne · Laloux · Navaugle · Vignée

Belgische gemeenten · arrondissement Dinant · provincie Namen · Wallonië